# Radio Werwolf
Radio Werwolf war eine deutsche Propaganda-Radiostation, die sich als Sender der deutschen Freiheitskämpfer ausgab, in den letzten Tagen des Dritten Reiches von Nauen in der Nähe von Berlin Durchhalteparolen an das deutsche Volk durchgab. Betrieben wurde der Geheimsender in der Verantwortung von Joseph Goebbels. Gesendet wurde jeden Abend ab 19 Uhr auf der Langwellenfrequenz 224 kHz.

## Hintergrund
Am Ostersonntag, dem 1. April 1945, als das Deutsche Reich kurz vor seiner Niederlage stand, begann der Sender mit seinem Programm. Ein genaues Datum seines letzten Sendetages vor Kriegsende ist nicht bekannt. Mit der Untergrundbewegung Werwolf hatte der Sender nur den Namen gemein, obwohl er natürlich von deren Arbeiten berichtete. Auf dem Sender wurden in regelmäßigen Abständen Durchhalteparolen, unter anderem von Joseph Goebbels und Martin Bormann, herausgegeben. Gleichzeitig wurde der Widerstand gegen die Alliierten beschworen. Martialische Kampfansagen und Rachebeschwörungen sollten den innerdeutschen Widerstand gegen die alliierten Truppen größer erscheinen lassen, als er tatsächlich war. So übernahm das Radio die Verantwortung für den Tod von Maurice Rose, der jedoch am 31. März 1945 von regulären deutschen Truppen erschossen wurde.
Über den Sender soll erstmals die nationalsozialistische Losung „Lieber tot als rot“ ausgegeben worden sein. Weitere Parolen lauteten: „Hass ist unser Gebet, Rache unser Feldgeschrei“.

## Rezeption
- Victor Klemperer erwähnt das Radio in einem Tagebucheintrag vom 1. April 1945, Dreiundzwanzig Uhr.[4]
- Die Gothic-Rock-Band Radio Werewolf, die sich selbst ein satanisches und faschistisches Image gab, benannte sich nach der Untergrundradiostation.